# Ressonadors
Ressonadors és una agrupació de músics que toquen cançons tradicionals d'Eivissa i Formentera adaptades al so contemporani pels artistes més importants de les Pitiüses o lligats a aquestes, com és el cas de Gerard Quintana, que actualment hi està establert. Les cançons són en català, en el dialecte propi, l'eivissenc. Han gravat dos CD i han fet diversos concerts.
L'agrupació ha rebut guardons com el Premi Ramon Llull del Govern Balear el 2011 o el Premi al Mèrit Ciutadà del Consell d'Eivissa.

## Trajectòria

### Primer disc
El treball, autodefinit com a "projecte musical", ha estat encapçalat per Omar Gisbert (Statuas d Sal) i Joan Barbé (Statuas d Sal, Projecte Mut) amb l'objectiu d'acostar i reactivar la cultura musical tradicional pitiüsa a les noves generacions, en especial als més joves, amb formats i estils més moderns. Les cançons són les mateixes recuperades pel grup Uc els anys 70, amb l'excepció de dues que són del grup de Formentera Aires Formenterencs, però ara totes són reelaborades novament. De fet, les cançons tradicionals són versionades a partir de les que van publicar aquests dos grups i no directament de la versió tradicional. Si els anys 70 l'estètica que els va donar Uc va ser folk, ara hi trobam rock, pop o jazz. De les 13 cançons del CD, dues no són de la cultura popular tradicional però ho han esdevingut de facto: es tracta de Flors de baladre, d'Isidor Marí (del Grup Uc) i Visc a Formentera, de Bartomeu Juan (d'Aires Formenterencs). També cal citar l'aparició en aquest treball d'un membre d'Uc i un d'Aires Formenterencs, Joan Murenu i Bartomeu Juan, aquest últim versionant la cançó originalment seva, ja citada. Els cantants o grups que col·laboren al treball són Gerard Quintana, David Serra (de Statuas d Sal i Projecte Mut), 4 de Copes, Ángela Cervantes, Tito Zornoza, Alfredo Marí (de Pota Lait), Carlos Trafford, Jordi Cardona, Xomeu Juan (d'Aires Formenterencs), Joan Murenu (d'Uc), Chevy, Juan Maurici Bellido, Miquel Prats, Pep Ribes (Pepitu) i Ramon Mayol.

### Ressona2
El gener de 2011 apareix el segon disc del projecte, Ressona2. Aquest segon disc versiona més cançons tradicionals eivissenques en formats moderns, però aquest cop es tracta de temes menys coneguts, llevat de Com voleu germans que canti i Sa Garrapinyada, que sí que són molt famosos a l'illa. El disc es caracteritza pel fet que molts dels intèrprets no són eivissencs ni catalanoparlants, alguns fins i tot són de fora del territori de parla catalana, cosa que ha fet necessari un meritori esforç per part dels cantants i de Barbé i Gisbert que els han ajudat en la pronunciació, que amb tot, no sempre ha estat correcta. En aquest sentit cal destacar la presència dels castellanolleonesos Celtas Cortos, que canten per primera vegada en llengua catalana a N'Escrivaneta i que abans d'acceptar de participar en el disc van rebre la transcripció fonètica de la cançó. La majoria de les cançons del disc (12 de 14) són dels grans recuperadors de la cultura popular eivissenca, el grup Uc. A més hi ha dues cançons modernes: Sa Fauç (La Falç en eivissenc), cançó composta per Narcís Torres que van cantar a les darreries dels anys 60 Los Diana i que és la primera cançó enregistrada mai en català a Eivissa; i Cantant al món, de Xico Bufí i aquí interpretada per la seua germana. A més, Sa lluna pagesa no és una cançó popular sinó un poema de Marià Villangómez musicat per Uc al seu segon treball.
Del primer disc només repeteixen David Serra, Gerard Quintana i Alfredo Marí. Els dos primers canten conjuntament Com voleu germans que canti i el tercer canta Toni mengem-nos sa truja amb Toni Martínez. La resta dels intèrprets són Señor Búho a Es barquet nou, Celtas Cortos a N'Escrivaneta, Iván Doménech a Sa Garrapinyada, Carolina Guiral a Sa Fauç, Cris Juanico (ex líder de Ja t'ho diré) a Des que no hi ha eleccions, Miguel Ángel Silva a Jo he fet una cançó nova, Rafa Peletey a Sa lluna pagesa, Victorí Planells (Uc) juntament amb els eivissencs Rels a Rosa vera, Carlos Segarra (Los Rebeldes) i Javier Vargas a Es clau, Marc Riera i Chris Martos a En aquesta illa tan pobra, Marga Bufí a Cantant al món i Fameliars a Es pobres no podem viure.

## Concerts
El 2016 van fer un concert antològic. Així com el 2018, amb Ressonadors Simfònic, que originà un disc. O un multitudinari concert d'aniversari l'any 2023.